# FM Towns
FM Towns (japoneză: エフエムタウンズ, Hepburn: Efu Emu Taunzu) este un computer personal japonez, construit de Fujitsu din februarie 1989 până în vara anului 1997. Prima dată a fost construit ca o variantă de PC proprie destinată aplicațiilor multimedia și jocurilor pentru PC, dar mai târziu a devenit mai compatibil IBM PC. S-a vândut în total în aproximativ 500.000 de exemplare. În 1993, a fost lansată FM Towns Marty, o consolă de jocuri compatibilă cu jocurile existente FM Towns.
„FM” din nume provine de la „Fujitsu Micro” la fel ca și la produsele lor anterioare, în timp ce cuvântul „Towns” este derivat din numele de cod căruia i-a fost atribuit sistemul în timpul dezvoltării, „Townes”. Aceasta se referă la Charles Townes, unul dintre câștigătorii Premiului Nobel pentru fizică din 1964, continuând obiceiul lui Fujitsu din acea vreme de a denumi produsele PC după câștigătorii Premiului Nobel. Litera E din „Townes” a fost abandonată când sistemul a intrat în producție pentru a fi mai clar faptul că termenul trebuia să fie pronunțat ca și cuvântul "towns" / „orașe” mai degrabă decât potențialul „tow-nes”.

## Istorie
Fujitsu a decis să lanseze un nou computer de acasă (home computer) după ce produsul său FM-7 a fost depășit tehnologic de PC-8801 de la NEC. În timpul vânzării lui FM-7, Fujitsu a realizat că vânzările de software au dirijat vânzările de hardware și, pentru a achiziționa rapid software utilizabil, noul computer trebuia să se bazeze pe arhitectura de sistem „FMR50” a lui Fujitsu. Sistemul FMR50, lansat în 1986, era un alt computer bazat pe x86/DOS similar cu popularul PC-9801 de la NEC. Calculatoarele FMR50 au fost vândute cu succes moderat în birourile japoneze, în special în birourile guvernului japonez. Existau sute de pachete software disponibile pentru FMR, inclusiv Lotus 1-2-3, WordStar, Multiplan și dBASE III. Cu această bază de compatibilitate, au fost create FM Towns cu caracteristici multimedia.
Calculatoarele PC-9801 de la NEC au fost răspândite și dominante în anii 1980, ajungând la un moment dat la 70% din piața calculatoarelor pe 16/32 de biți. Cu toate acestea, primele modele aveau grafică (640×400, cu 16 din 4096 culori) și sunet limitate (sunet FM mono-aural cu 4 operatori/3 voci). Așa cum Commodore a văzut o oportunitate pentru Amiga pe unele piețe globale de a depăși vânzările de PC IBM, un computer cu grafică și sunet îmbunătățite a fost luat în considerare pentru a depăși PC-9801 în domeniul computerelor pentru acasă din Japonia. Cu multe inovații multimedia pentru vremea sa, FM Towns a devenit acel sistem, deși din mai multe motive nu a depășit niciodată limitele statutului său de nișă de piață.
În cele din urmă, FM Towns și-a pierdut o mare parte din unicitate prin adăugarea unui comutator de compatibilitate DOS/V (clonă PC plus DOS cu suport pentru limba japoneză nativă).  Fujitsu nu a mai produs în cele din urmă hardware și software pentru FM Towns și s-a concentrat pe clonele PC IBM (Fujitsu FMV), clone pe care mulți producători japonezi – care anterior nu se aflau pe piața PC-urilor – s-au concentrat de la mijlocul până la sfârșitul anilor 1990. Până în prezent, Fujitsu este cunoscută pentru laptopurile sale la nivel global, iar utilizatorii de FM Towns (și Marty) au ajuns să reprezintă o mică comunitate de pasionați.

## Prezentare generală

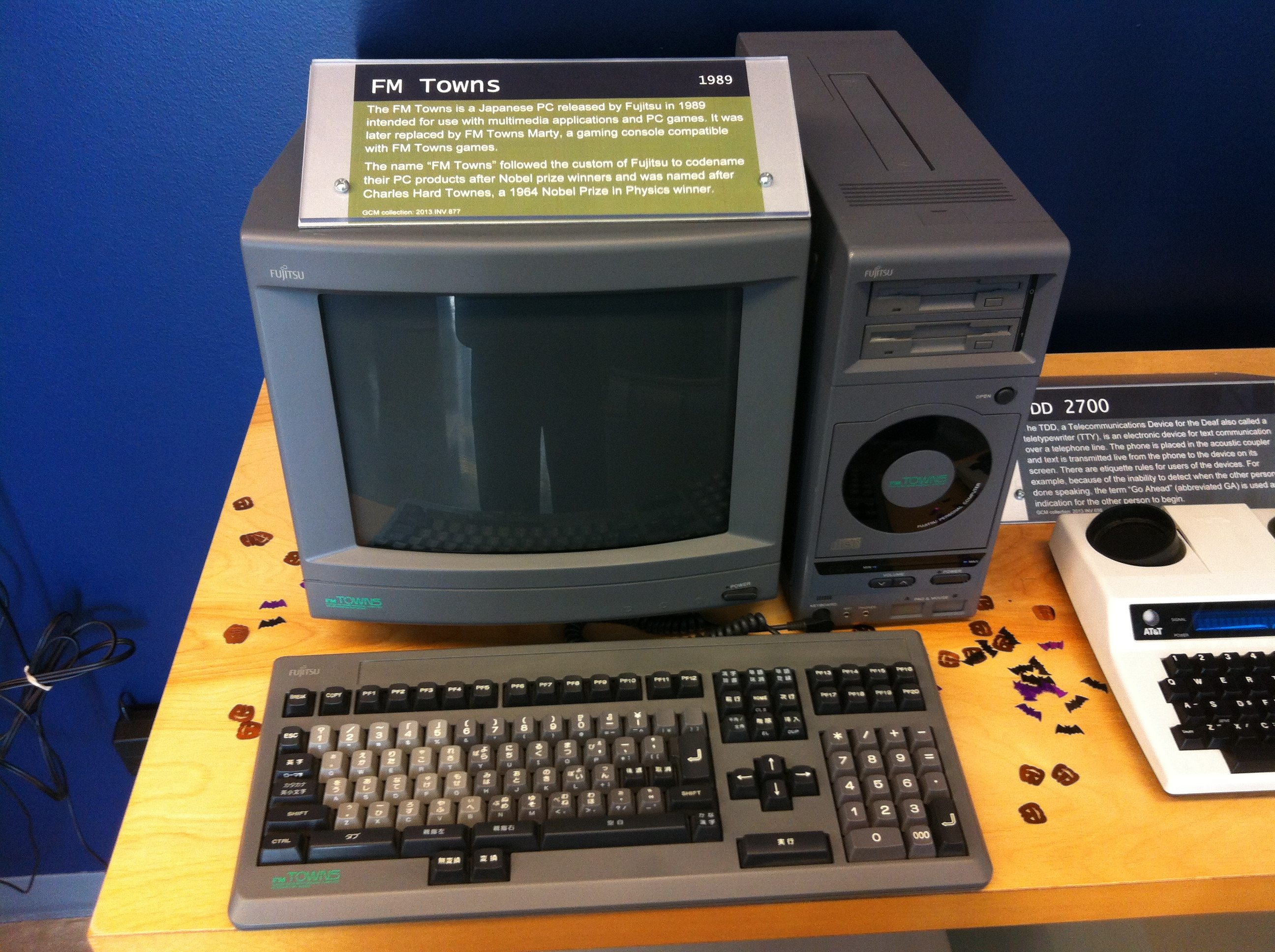
Un computer FM Towns la Goodwill Computer Museum, 2013

Au fost construite câteva variante; primul sistem (FM TOWNS model1 și model2) se bazează pe un procesor Intel 80386DX care rulează la o viteză de ceas de 16 MHz, cu opțiunea de a adăuga o unitate de calcul în virgulă mobilă (FPU) 80387, dispune de unul sau doi MB de RAM (cu un maxim posibil de 6 MB), una sau două unități de dischetă de 3,5 inchi, un slot pentru card de memorie PCMCIA și o unitate CD-ROM cu o singură viteză. Pachetul său include un gamepad, un mouse și un microfon.
Primele modele, mai distinctive, care aveau o tavă verticală pentru CD-ROM pe partea din față a carcasei (modelul 1, modelul 2, 1F, 2F, 1H, 2H, 10F și 20F) erau adesea denumite Towns „Gray” și erau cele mai direct asociate cu marca „FM Towns”. Majoritatea prezentau 3 sloturi de memorie și foloseau SIMM-uri de 72 de pini, cu un timp necesar de 100 ns sau mai puțin și un timp recomandat de 60 ns.
Hard disk-urile nu erau echipamente standard și nu sunt necesare pentru majoritatea utilizărilor. Sistemul de operare este încărcat implicit de pe un CD-ROM. Un port SCSI Centronics 50/SCSI-1/Full-Pitch este furnizat pentru conectarea unităților de disc SCSI externe și este cea mai comună modalitate de a conecta un hard disk la un PC FM Towns. Deși unitățile interne sunt rare, există un compartiment ascuns cu un conector SCSI cu 50 de pini unde poate fi conectat un hard disk, totuși modulul de alimentare nu oferă de obicei conectorul Molex necesar pentru alimentarea unității.
Ieșirea video este de 15 kHz RGB (deși unele programe foloseau un mod de 31 kHz) folosind același conector DB15 și același pin ca și PC-9801.

### Sistem de operare
Sistemul de operare folosit este Windows 3.0/3.1/95 și un sistem de operare grafic numit Towns OS, bazat pe MS-DOS și  Phar Lap DOS extender (RUN386.EXE). Majoritatea jocurilor pentru sistem au fost scrise în limbaj de asamblare protejat și în C folosind DOS extender. Aceste jocuri folosesc de obicei TBIOS pentru a gestiona mai multe moduri grafice, sprite, sunete, un mouse, gamepad-uri și CD-audio.
FM Towns era capabil să-și pornească sistemul de operare grafic Towns OS direct de pe CD în 1989 - cu doi ani înainte ca Amiga CDTV să booteze AmigaOS 1.3 bazat pe GUI de pe unitatea CD internă în timp ce CD-ul bootabil System 7 a fost lansat pentru Macintosh în 1991, și cu cinci cu ani înainte ca El Torito să standardizeze CD-urile de pornire pe PC-urile compatibile IBM în 1994.
Pentru a porni sistemul de pe CD-ROM, FM TOWNS are o unitate ROM „ascunsă C:” în care sunt instalate un sistem MS-DOS minim, driver CD-ROM și MSCDEX.EXE. Acest sistem DOS minim rulează primul, iar sistemul DOS citește și execută programul inițial (IPL) Towns OS stocat pe CD-ROM după aceea. CD-ROM-ul Towns OS are un IPL, sistem MS-DOS (IO.SYS), extensie DOS și Towns API (TBIOS).
Un sistem DOS minim care permite accesarea unității CD-ROM este conținut într-o Memorie ROM a sistemului; acest lucru, împreună cu decizia lui Fujitsu de a percepe doar o taxă minimă de licență pentru includerea unui sistem de operare Towns OS simplu pe CD-ROM-urile jocurilor, le permite dezvoltatorilor de jocuri să facă jocurile bootabile direct de pe CD-ROM fără a fi nevoie de o dischetă de pornire sau hard-disc.
Diverse distribuții Linux și BSD au fost, de asemenea, portate în sistemul FM Towns, inclusiv Debian și Gentoo. O versiune de GNU numită GNU for FM Towns a fost lansată în 1990.

### Grafică
FM Towns oferă moduri video variind de la rezoluții 320×200 la 720×512, cu 16 până la 32.768 de culori simultane dintr-un posibil de 4096 până la 16 milioane (în funcție de modul video); majoritatea acestor moduri video au două pagini de memorie și permit utilizarea a până la 1024 de sprite-uri de 16×16 pixeli fiecare. Are, de asemenea, un font ROM încorporat pentru afișarea caracterelor kanji.
Sistemul are capacitatea de a suprapune diferite moduri video; de exemplu, modul video 320×200 cu 32.768 de culori poate fi suprapus cu un mod 640×480 folosind 16 culori, ceea ce permite jocurilor să combine grafică cu culori înalte cu text kanji de înaltă rezoluție.
Utilizează 640 KB de memorie RAM video, inclusiv 512 KB VRAM și 128 KB sprite RAM.

### Procesor

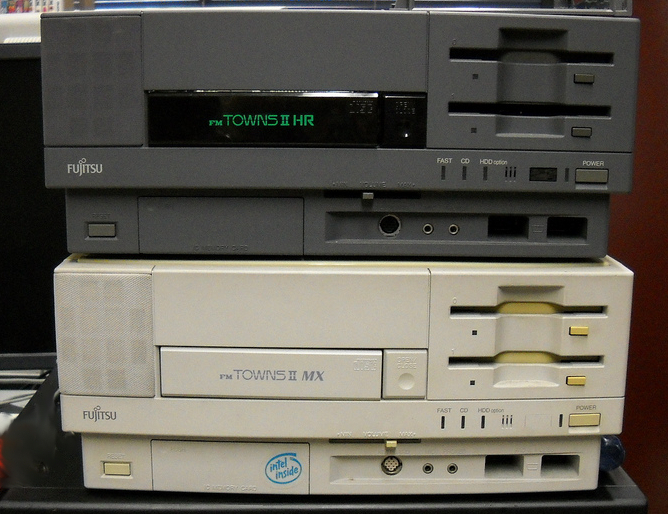
Modele FM TOWNS II, HR și MX

Mai jos este o listă de modele și procesoarele pe care le conțin din fabrică.
- 80386SX (16 MHz) : UX, Marty, Marty II, Car Marty
- 80386SX (20 MHz) : UG
- 80386DX (16 MHz) : CX
- 80386DX (20 MHz) : HG
- 80486SX (20 MHz) : HR, UR
- 80486SX (25 MHz) : ME
- 80486SX (33 MHz) : MA, MF, Fresh, FreshTV, Fresh-T, EA
- 80486DX2 (66 MHz) : MX, Fresh-E, Fresh-ES, Fresh-ET, HA
- 486DX4 (100 MHz) : Fresh-FS, Fresh-FT
- Pentium (Socket4/60 MHz) : HB
- Pentium (Socket5/90 MHz) : HC

FMV Towns
- Pentium (Socket5/90 MHz) : Fresh GT, Fresh GS
- Pentium (Socket5/120 MHz) : Model H

### Sunet
Sistemul FM Towns poate reda CD-uri audio obișnuite și, de asemenea, acceptă utilizarea a opt voci PCM și a șase canale FM, datorită cipurilor de sunet Ricoh RF5c68 și, respectiv, Yamaha YM2612. Sistemul are porturi în față pentru a găzdui karaoke, LED-uri pentru a indica nivelul volumului și software pentru a adăuga efecte populare de modificare a vocii, cum ar fi ecourile.
Ricoh RF5c68 este un cip de sunet cu opt canale dezvoltat de Ricoh. Este folosit în special în sistemul informatic FM Towns, împreună cu plăcile de sistem pentru jocuri arcade System 18 și System 32 de la Sega.
RF5c68 acceptă opt canale PCM pe 8 biți, cu 19,6 kHz  sau o rată de eșantionare variabilă. Adâncimea audio variază de la 8 la 10 biți.
Jocurile portate de pe PC9801, de exemplu, ar fi putut folosi doar muzică PCM/FM. Aceasta a fost o noutate și inovație cu mult înaintea altor PC-uri ale vremii, posibilă prin unitatea CD-ROM standard din fiecare computer FM Towns.